# Kabinett Friedrich Andreas Ruhstrat
Das Kabinett Friedrich Andreas Ruhstrat bildete vom 1. Oktober 1876 bis 14. März 1890 die von Großherzog Peter II. berufene Landesregierung des Großherzogtums Oldenburg.
Die Neubildung des Kabinetts wurde notwendig, da der bisherige Staatsminister Karl von Berg zurückgetreten war, nachdem er eine Machtprobe mit dem Landtag um die Finanzierung des Ausbaus von Bahnstrecken im Großherzogtum verloren hatte.
1890 trat Staatsminister Friedrich Andreas Ruhstrat aus Altersgründen in den Ruhestand, worauf der bisherige Innenminister Jansen ein neues Kabinett bildete.
| Amt                                                      | Name |
| -------------------------------------------------------- | --- |
| Staatsminister, Finanzen                                 | Friedrich Andreas Ruhstrat |
| Inneres, Großherzogliches Haus und Äußeres               | Günther Jansen |
| Justiz, Kirchen und Schulen sowie Militärangelegenheiten | Wilhelm Mutzenbecher, bis 5. Januar 1878 Friedrich Tappenbeck, 18. Januar 1878 – 17. April 1887 Georg Flor, ab 17. April 1887 |